# Tabanus obsolescens
Tabanus obsolescens är en tvåvingeart som beskrevs av Pandelle 1883. Tabanus obsolescens ingår i släktet Tabanus och familjen bromsar.
Artens utbredningsområde är Grekland. Inga underarter finns listade i Catalogue of Life.